# Tanais (Schiff, 1907)
Die Tanais (griechisch Τάναϊς) war ein deutsches Gefangenentransportschiff, das am 9. Juni 1944 nördlich von Kreta von dem britischen U-Boot HMS Vivid torpediert und versenkt wurde. Eine große Zahl, Schätzungen reichen von 500 bis 1000, jüdische und christliche kretische Zivilisten sowie italienische Kriegsgefangene, die an Bord waren, kamen ums Leben.

## Bau und technische Daten
Das Schiff, ein Collier mit stählernem Rumpf, lief 1907 auf der Werft von John Blumer and Company in Sunderland, England, mit der Baunummer 193 vom Stapel. Es war 74,5 m lang und 11,6 m breit, hatte 4,8 m Tiefgang und war mit 1545 BRT und 965 NRT vermessen. Die Tragfähigkeit betrug 2400 tdw. Die Maschinenanlage stammte von der Firma North Eastern Marine Engineering in Sunderland und bestand aus einer Zweizylinder-Dreifach-Expansions-Dampfmaschine mit zwei Kesseln. Sie lieferte 214 nhp und ermöglichte über eine Schraube eine Geschwindigkeit von 10 Knoten.

## Geschichte
Das Schiff wurde unter dem Namen Holywood von der Reederei „Tyne & Wear Shipping - Wm. France, Fenwick & Co.“ in Dienst gestellt und zum Transport von Steinkohle von Nordengland nach London eingesetzt, später auch, um Kohle in die Ostsee-Anrainer und Holz von dort nach England zu bringen. 1935 wurde das Schiff an den griechischen Reeder Stefanos Synodinos und dessen Reederei „Synodinos Bros.“ in Piräus verkauft und in Tanais umbenannt, nach der antiken griechischen Stadt an der Mündung des Don ins Schwarze Meer.
Während des deutschen Angriffs auf Kreta (Unternehmen Merkur) wurde die Tanais am 26. Mai 1941 durch Kampfflugzeuge der deutschen Luftwaffe in der Souda-Bucht versenkt. Sie wurde 1942 gehoben und repariert und dann von der im November 1942 gegründeten, halbstaatlichen deutschen Mittelmeer-Reederei betrieben. Sie fuhr im Personen- und Frachtverkehr zwischen dem griechischen Festland und den Inseln der Ägäis, mehrheitlich für die deutschen Besatzer.

## Versenkung
In der Nacht vom 8. zum 9. Juni 1944 fuhr die Tanais, gesichert durch die drei kleinen Boote UJ 2142, GK 05 und GK 06, von Iraklio nach Piräus. An Bord befanden sich neben den 12 Mann ihrer Besatzung und 14 Flak-Kanonieren etwa 265 Juden (darunter mehr als 100 Kinder), die wenige Tage zuvor in Chania verhaftet worden waren, eine Anzahl christliche Bewohner Kretas, die der Zusammenarbeit mit dem kretischen Widerstand verdächtigt worden waren, und eine größere Zahl italienischer Kriegsgefangener. Hinzu kamen 40 Mann Bewachungspersonal und 14 zivile Passagiere. Die genaue Zahl der griechischen und italienischen Gefangenen an Bord wird in der Nachkriegsliteratur unterschiedlich angegeben. Um 2:31 Uhr morgens am 9. Juni entdeckte das britische U-Boot Vivid (P 77, V-Klasse) das Schiff etwa 14 Seemeilen nördlich der kleinen Insel Dia. Um 3:12 Uhr schoss der U-Boot-Kommandant, Lieutenant John Cromwell Varley, im Unterwasserangriff aus etwa 2200 m Entfernung vier Torpedos auf die Tanais, von denen zwei trafen. Die Tanais sank sehr schnell und nur 51 Überlebende konnten von den Sicherungsfahrzeugen gerettet werden, darunter 37 Deutsche. Als Varley zwei Stunden später die Untergangsstelle (35° 40′ 0″ N, 25° 11′ 0″ O) durch sein Periskop beobachtete, war nichts mehr zu sehen.